# Ryan MacAnally
Ryan MacAnally, né le 14 septembre 1992 à Gold Coast, est un coureur cycliste australien.

## Palmarès et résultats

### Palmarès par année
- 2013
  - 3e du Trofeo Gruppo Meccaniche Luciani
  - 3e du Trophée Visentini
- 2014
  - 8e étape du Tour of the Great South Coast
- 2016
  - Tour de Jakarta
- 2017
  - 2e du Tour de Delta

### Classements mondiaux
| Année            | 2013 | 2014 | 2015 | 2016 | 2017 |
| ---------------- | ---- | ---- | ---- | ---- | ---- |
| UCI Asia Tour    | 347e |      |      | 178e | 391e |
| UCI Africa Tour  |      |      |      |      | 144e |
| UCI America Tour |      |      |      |      | 119e |